# Кэмпбелл, Эдвард, 1-й баронет
Сэр Эдвард Тасуэлл Кэмпбелл, 1-й баронет (англ. Edward Taswell Campbell, 1st Baronet; 9 апреля 1879 — 17 июля 1945) — британский политик, член Консервативной партии.

## Биография
Сын полковника британской армии и крикетиста Фредерика Кэмбелла (1843—1926) и его жены Эмили Маклейн (1847—1928).
Проходил обучение в Даличском колледже. С 1914 по 1920 год служил вице-консулом Явы.
В 1924 году впервые был избран в палату общин, но следующие выборы в 1929 году проиграл. Вернулся в парламент в 1930, победив на довыборах в округе Бромли, и в дальнейшем переизбирался в этом округе вплоть до своей смерти. В 1939 году был возведён в баронетское достоинство.
Умер 17 июля 1945 года в Бромли. Его смерть пришлась на период очередных парламентских выборов. Кэмпбелл скончался через 12 дней после завершения голосования, но за 9 дней до обнародования результатов. Таким образом, он был признан победителем посмертно и в ноябре того же года в Бромли были проведены довыборы, победителем которых стал будущий премьер-министр Гарольд Макмиллан.

## Личная жизнь
Женился 28 января 1904 года на Эдит Джейн Уоррен (7 декабря 1880 — 26 октября 1951), дочери вице-консула Сурабаи Артура Джона Уоррена и Софии Джейн Уилсон. Дети:
- Чарльз Дункан Макнейр Кэмпбелл, 2-й баронет (12 сентября 1906 — 16 января 1954) — холост, с его смертью род прервался.
- Фрэнсис Генриетта Кэмпбелл (30 ноября 1904 — 1997) — супруга офицера Королевского ВМФ Великобритании Кейта Макнил Кэмпбелл-Уолтера (1904—1976). 
  - Внучка — Фиона Кэмпбелл-Уолтер[англ.] (род. 1932), известная фотомодель. Была замужем за бароном Хансом Тиссен-Борнемиса. Дочь от этого брака (правнучка Эдварда Кэмпбелла) — Франческа Габсбург-Лотарингская (род. 1958), супруга нынешнего главы дома Габсбургов Карла Габсбург-Лотарингского.
  - Внук — Ричард Кэмпбелл-Уолтер, отец профессионального автогонщика Джейми Кэмпбелл-Уолтера[англ.].